# Frédéric Ritter
Pour les articles homonymes, voir Ritter.
Frédéric Ritter, dit « Fritz », de son nom complet Frédéric Jean-Baptiste Félix Ritter, né le 17 octobre 1819 à Guebwiller (Haut-Rhin) et mort le 20 mars 1893 à Pau (Basses-Pyrénées), ancien élève du Prytanée de la Flèche et de l'École polytechnique, est un ingénieur français qui a fait carrière 
dans le corps des Ponts et Chaussées, participant notamment à la construction des lignes de chemin de fer de l'Ouest et du Midi. 
Membre de la Société des antiquaires de l'Ouest et de la Société météorologique de France, il assure de 1870 à 1875 le secrétariat de la Société de statistiques, sciences, lettres et arts des Deux-Sèvres. 
Passionné par la vie et l'œuvre de François Viète (1540-1603), il consacre à ce mathématicien de la Renaissance la plus grande part de ses loisirs et est aujourd'hui encore son biographe le plus complet. Quoique nombre de ses notices aient été publiées, tant en France qu'en Italie, l'essentiel de ses travaux, dont une traduction presque intégrale des œuvres de ce mathématicien, reste inédit, mais consultable à l'Institut de France.

## Biographie

### Origines familiales

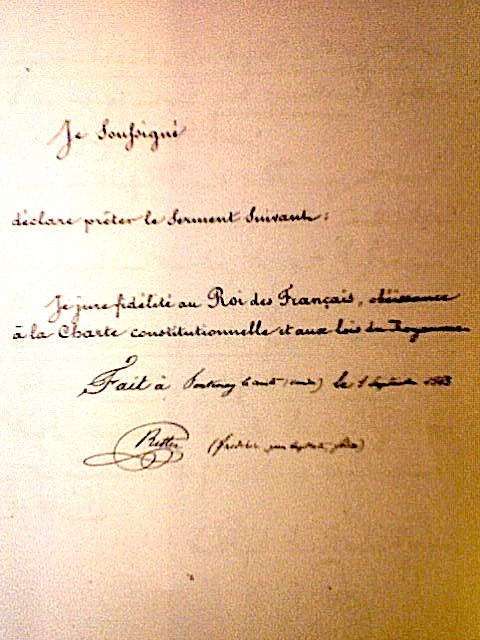
Serment de fidélité à Louis Philippe (1843)

La famille Ritter descend légendairement d'un chevalier ayant accompagné Saint Louis dans les croisades. Le dernier des Ritter de cette branche aînée laisse place vers le XVIIe siècle à une branche cadette du Halsbourg (sud Tyrol).
Le premier des Ritter historiques est Anton Ritter (1703-1781). Marié à Barbara Thum ou Barbe Thumm, fille d'un architecte de Andelsbuch ou Andelstadt ; près de Bregenz dans le Vorarlberg, 
il a deux fils : Jacob, qui part faire souche à Venise et Gabriel-Ignace, (Andelsbuch 1732- Guebwiller 1813).
Architecte du prince évêque Leger (Casimir) de Rathsamhausen, Gabriel-Ignace édifie l'église Saint-Léger de Guebwiller, des maisons de Chanoines et la maison Ritter, et sculpte différents pièces de mobilier religieux. De son second mariage avec Madeleine Simon, lui vient Jean-baptiste, Xavier, Ritter, (né en 1785 à Guebwiller, mort dans la même ville en 1877).
Ce dernier s'engage comme canonnier dans les armées de Napoléon Ier. Capitaine, il suit l'empereur de Friedland à la retraite de Russie (qu'il passe à Dantzig). En 1813, bloqué dans Wurzbourg, il est capturé et fait prisonnier des alliés mais s'évade de sa prison. Après les guerres napoléoniennes, Jean-Baptiste devient directeur de l'artillerie de Strasbourg puis maire de Guebwiller.
Il se marie à Marie Frédérique Anastasie Rudler, fille de François-Xavier Antoine Rudler (1761-1814) et nièce du baron d'Empire François Joseph Rudler, et de Marie-Anne, Joséphine, Heimann. Jean Baptiste Ritter demeure rue Bracken à Guebwiller. Frédérique Rudler donne naissance à trois fils dont Frédéric (1819), né hors mariage mais légitimé par anticipation et devant notaire le 6 octobre 1819, et Charles (1825), futur polytechnicien, météorologue, et hydrographe, nommé en Corse, à Dijon (1852) puis à Constantinople (1856), décoré de la Légion d'honneur et d'ordres ottomans. Lié à Auguste Comte, et au Positivisme, Charles Ritter est l'un des premiers à avoir perçu l'existence des rayons ultra-violets.

### Vie professionnelle

#### Des débuts prometteurs
Le 21 octobre 1831, Frédéric Ritter entre en tant qu'élève gratuit au Prytanée de La Flèche. Il en sort pour l'École Polytechnique le 21 septembre 1838. À cette époque, il a les cheveux et les sourcils châtain foncé, le front découvert, le nez grand, les yeux bleus et mesure 1,66 m. Ritter sort 30e de Polytechnique le 20 novembre 1840 (sur une promotion de 120 élèves) et il est affecté aux Ponts et Chaussées (24e sur 30). Nommé en mission dans le Haut-Rhin, le 16 mai 1841, il occupe pendant quelques mois un poste à Lorient (du 16 mai 1842 au 1er septembre 1842) en tant qu'élève ingénieur ; il est muté à Fontenay-le-Comte (1842) et le 26 août 1843, il devient aspirant ingénieur.
C'est à cette date qu'il rencontre Benjamin Fillon. Le 1er septembre 1843, il jure fidélité au roi des Français (Louis Philippe) et à la constitution. Sa nomination est alors officiellement confirmée.

#### Une double vie

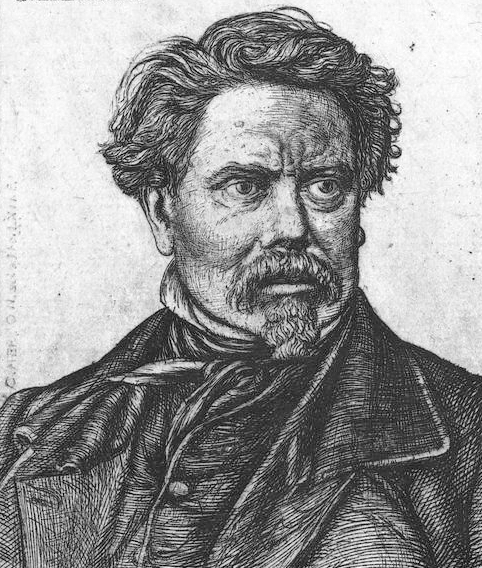
Benjamin Fillon.
Eau-forte par Charles Meryon.

Après que Fillon lui a fait découvrir l'importance des œuvres du mathématicien des Parthenay, Ritter met sa vie au service de l'histoire des mathématiques. Sa « rencontre » avec le mathématicien François Viète va dès lors perturber sa carrière administrative. Bien qu'à l'image du mathématicien du XVIe siècle, Ritter ne consacre à l'histoire des sciences que ses loisirs, ses notations par les inspecteurs généraux des ponts et chaussées dénotent dès lors son goût pour les sciences et ses préoccupations extérieures au service.
Il est néanmoins reconnu pour ses capacités et promu ingénieur 2e classe le 29 octobre 1845. Enfin, il est nommé le 15 juillet 1849 à Mont-de-Marsan auprès du service hydraulique des Landes.
En 1854, Ritter se marie (le 25 avril à 9 h 30 du matin). Son supérieur (Lepeuple) lui a fait rencontrer la veuve d'un de ses collègues (Jacques, Victor Charles Sans) disparu à Pau le 30 septembre 1851 ; il l'épouse avec la bénédiction de ses supérieurs (nécessaire à l'époque). Cécile, Jeanne, Catherine, Marie Camy est originaire de Pau ; elle est née le 6 avril 1832 de Jean-Baptiste Camy, négociant, et de Marie Pauline Ostende Ste-Marie. Elle lui apporte 3 000 livres de rente ayant hérité de sa mère et « ne laisse rien à désirer tant au physique que pour son éducation ». Cécile Camy lui donne 4 enfants, 3 garçons et une fille, nés en 1855 (Raymond), 1859 (Henri), 1863 (Maurice) et 1868 (Marie).
Le 1er décembre 1854, Frédéric Ritter est affecté au service unique de la dune. Il commence à publier quelques notices avec Benjamin Fillon.
Le 6 septembre 1856, il a l'occasion de sauver deux ouvriers ensevelis au fond d'un puits. Cet acte de bravoure où il se distingue particulièrement pour son « courage, son sang froid et son activité », selon une lettre du préfet des Landes au ministre de l'Intérieur lui vaut une citation particulière avec son confrère Henri Crouzet (ingénieur à Dax). Une médaille d'honneur lui est remise en 1857 pour son dévouement exceptionnel.
Le 1er octobre 1856, Frédéric Ritter est affecté à l'étude et à la construction des voies ferrées des Pyrénées et à l'ouverture de ses ateliers, sis à Mont de Marsan. Se dessine alors le projet d'un phare à établir à l'embouchure de l'Ardour et du bassin d'Arcachon. Mais son ingénieur en chef lui reproche ses défauts de zèle et, en février de l'année suivante, un de ses inspecteurs l'explique « par ce qu'il consacre trop de temps à étendre une instruction déjà très variée ».
Ses chefs et ses inspecteurs ne cessent, du moins dans cette première partie de sa carrière, de louer ses capacités mais de se plaindre de ce qu'il se mêle un peu trop de tout. Ils notent qu'il a la tête ailleurs, qu'il est discipliné mais parfois condescendant, qu'il n'a pas d'autres occupations rétribuées, mais qu'il recherche la popularité (entre-temps il est élu à la municipalité de Mont de Marsan). Certains devinent son goût pour les sciences, dont il ne fait pas mystère, mais ils semblent ignorer le vrai Ritter, celui qui est en train de bâtir une œuvre en neuf volumes et publie dans le journal du prince Baldassare Boncompagni, et dont le travail est encouragé par Michel Chasles. Ils mettent sur le compte de sa lenteur, ou d'un manque de rectitude de jugement, les retards que prennent sous sa direction les travaux de boisement des dunes. Ils ne savent pas qu'il consacre ses nuits et tout son temps libre à retracer l'histoire des balbutiements de l'algèbre littérale. Certains croient qu'il cherche à se faire remarquer et le jugent inapte à accomplir de grands travaux, diriger des équipes, etc. Cet ostracisme retarde sa carrière.
Mais le 27 juillet 1857, avec l'appui de son oncle, le maréchal Pierre Joseph François Bosquet, il est enfin promu ingénieur ordinaire 1re classe.
Le 27 avril 1858, Ritter reçoit une nouvelle affection, la conservation et l'assèchement des marais d'Orx. Mais il conserve le contrôle des travaux du tronçon vendéen des chemins de fer de Mont de Marsan à Tarbes (le 1er mai 1858).
Le 15 octobre 1858, il est élevé au rang de chevalier de la Légion d'honneur,. Le 1er novembre de la même année, le ministère des travaux publics lui confie également la gestion des travaux de la nouvelle ligne au départ des Pyrénées.
Le 1er janvier 1862, il est commis à la construction du phare de Contis dans les Landes.

#### Une certaine reconnaissance

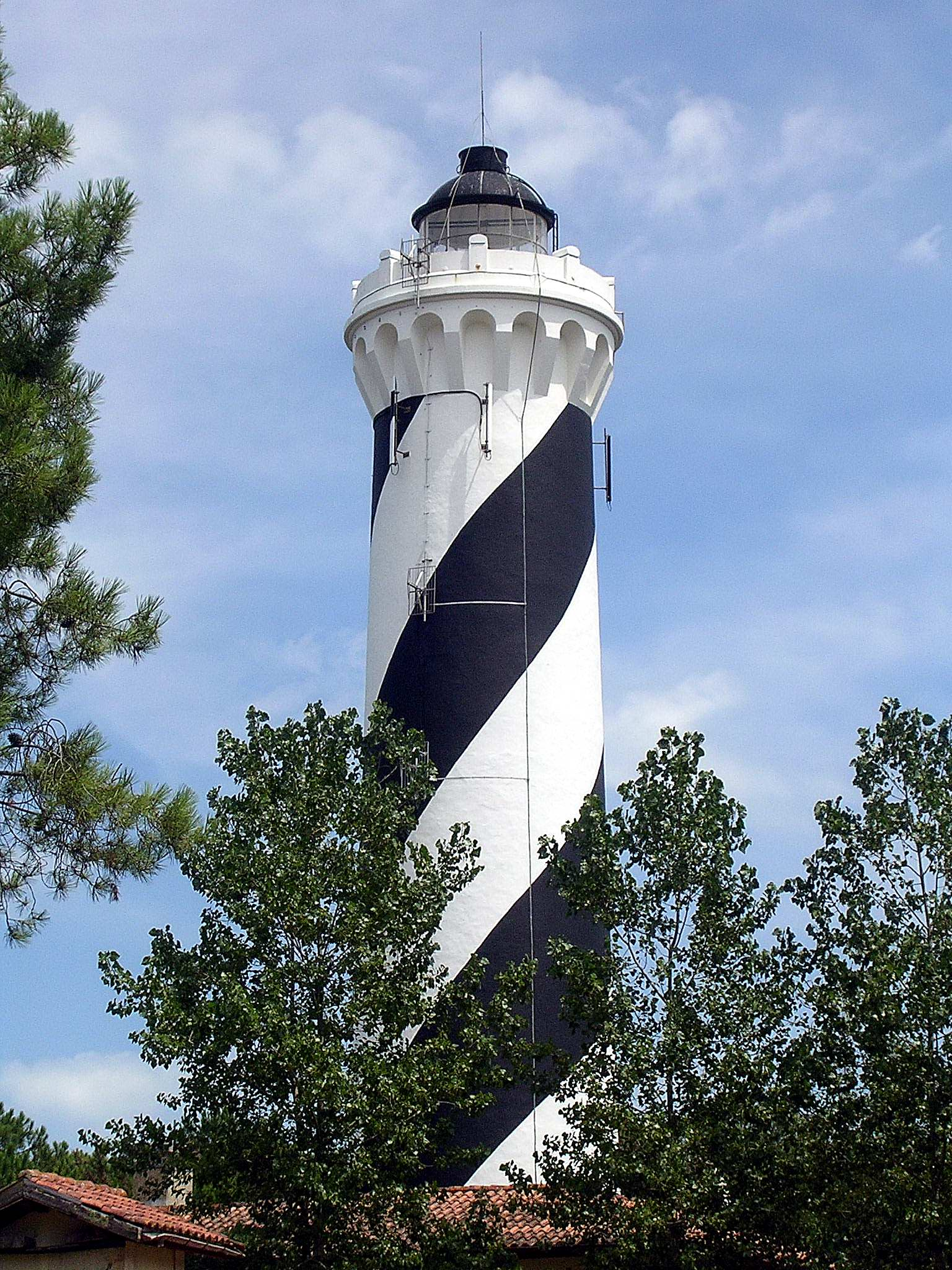
Le Phare de Contis (reconstruit)

Après cette date, son mérite en tant qu'ingénieur est mieux reconnu. En dépit des difficultés liées au terrain, l'édification de ce phare démontre ses capacités et les critiques de ses supérieurs prennent fin.
Vers 1857, il semble cependant épuisé par les fatigues de son service. Ses chefs le recommandent au poste d'ingénieur en chef. Il est alors chargé de la navigation du nord de la Vendée, 120 kilomètres de routes "impériales", 200 km de routes départementales, du service hydraulique, de l'assainissement des marais (77 000 ha) des Landes sur 63 communes.
En 1860, son travail historique est reconnu dans les annales mathématiques des candidats à Polytechnique dirigée par Orly Terquem
Mais, en 1862, quand il se porte candidat au poste d'ingénieur en chef de Pau, le préfet des Basses Pyrénées le récuse, ne craignant plus de froisser le maréchal Bosquet, mort l'année précédente à Mont-de-Marsan.
En 1868, Frédéric Ritter publie à Rome sa traduction de l'art Analytique de Viète, dont la préface est datée de Mont de Marsan. Dans cet ouvrage, il donne une traduction des notae priores et une biographie résumée du maître des requêtes d'Henri IV.
Ses supérieurs le jugent désormais d'un caractère doux, conciliant, mais ferme. Ils le voient comme « un esprit délié, à la fois pratique et dirigé vers la spéculation scientifique, et les recherches métaphysiques ».
En 1874, il est nommé à  Niort, les relations deviennent plus faciles avec son entourage professionnel. Il demeure encore une énigme pour ses chefs qui notent un manque de circonspection dans ses paroles. Ses inspecteurs lui reprochent alors d'avoir une culture plus étendue que bien digérée... Mais, après avoir remplacé les ingénieurs en chef Ambé et Deglaude, il est enfin nommé à son tour ingénieur en chef seconde classe le 21 août 1868.

#### Fin de carrière
À partir de 1876, alors qu'il est nommé ingénieur en chef de 1re classe (le 14 juillet), Ritter travaille à Montpellier à la construction des lignes de chemin de fer Montpellier-Ganges (6 août 1876), Mazamet-Bédarieux (26 février 1879), Lunel-Le Vigan, Nîmes-Sommières aux Mazes, Estrechoux-Castenet le vieux...
Ses émoluments deviennent confortables (ils se montent désormais à 8 000 francs, et il est décrit comme jouissant d'une position très aisée). Le seul reproche qu'on lui adresse désormais est de ne pas savoir déléguer, et de vouloir trop en faire par lui-même.
En 1881, il refuse de prendre sa retraite :
Il est admis à faire valoir ses droits à une pension le 17 octobre 1881, mais voulant poursuivre les travaux de la ligne de chemin de fer de Montpellier à Ganges, il demande à être prolongé dans son activité en tant qu'ingénieur en chef hors cadre. Ce sursis lui est accordé  par le Conseil général des ponts et chaussées, même s'il lui est reproché de "s'occuper trop de sciences". Le 1er septembre 1883, le vœu de sa dernière inspection est de le voir nommé à son tour inspecteur général des Ponts et Chaussées, à titre honoraire.
Pour finir sa carrière, il se retire à Pau, le 17 octobre 1884. Les lignes de chemin de fer dont il avait la charge sont transmises à l'ingénieur en chef Cadot. À Pau, la famille Ritter s'installe dans la maison familiale des Camy. Parmi ses amis, se trouve l'historien du Béarn Adrien Planté.
Il meurt dans cette même ville le 20 mars 1893, à 2 heures du matin, rue Latapie, quelque temps après avoir organisé le congrès de l'Association française pour l'avancement des sciences. Sa veuve, Cécile Camy décède le 14 mars 1907, dans leur même maison de Pau.

Chevalier de la Légion d'honneur, remercié par Napoléon III pour acte de bravoure, il conserve toute sa vie des sympathies bonapartistes marquées. Le 7 novembre 1881, le préfet de l'Hérault dit de lui : 

« Monsieur Ritter est notoirement connu pour appartenir au parti bonapartiste, il fréquentait à la préfecture les personnes professant les mêmes opinions. Il se garde néanmoins d'une manière absolue de prendre une attitude active. »

Le blason des Ritter, décrit dans les collections d'armes de l'Europe p.  195, et dans l'armorial général du Rietsap représente un écu écartelé ; au 1 et 4 coupés d'agent sur azur, chargé d'un lion naissant de gueule couronné d'or et au 2 et 3 d'or à un maure issant couronné d'or tenant une hallebarde d'argent en bande tournant son corps.
Parmi ses descendants, l'un de ses petits fils, Raymond Ritter (1894-1974) devient bibliophile et historien, il édite l'histoire de la maison de Gramont, les lettres de Catherine de Parthenay, établit plusieurs biographies dont celle du général Bosquet et dirige la restauration du Château de Morlanne qu'il lègue en 1971 au  département des Pyrénées Atlantiques.

### Une vie au service de l'histoire

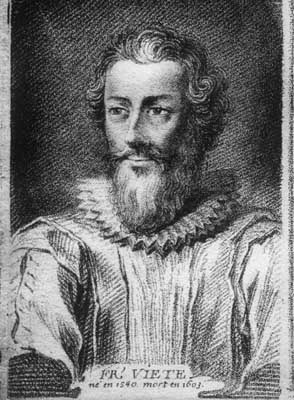
François Viète

Nommé en poste à Fontenay-le-comte, et logé quai Viète, Ritter est surpris de l'oubli dans lequel est tombé le fondateur de l'algèbre.
Il devient dès lors son meilleur biographe.
Uni dans ses travaux de recherche avec Benjamin Fillon,, le juge républicain, archéologue et maire de Fontenay-le-Comte, Ritter n'a de cesse d'exhumer les informations concernant ce mathématicien dont François Arago, à la même époque, déplore qu'on n'a pas donné de biographie.
Il participe d'ailleurs, aux côtés de Fillon et d'Olivier de Rochebrune à des fouilles, dont le tombeau « d'une femme-peintre du IIIe siècle »
Encouragé par les travaux de Michel Chasles, Frédéric Ritter accomplit un véritable travail d'historien et la plupart des informations qui ont été collectées sur le mathématicien, outre les notices de Jacques-Auguste de Thou et Pierre de L'Estoile, proviennent de ses recherches, notamment celles qu'il publie en 1868 à propos de l'Isagoge et des Notae Priores.
La publication, en 1879 des mémoires de Jean V de Parthenay par Jules Bonnet lui ouvre de nouvelles perspectives. Ses travaux se trouvent confortés par cette publication.
En 1880, Frédéric Ritter reçoit une sorte de consécration avec la publication par l'association pour l'avancement des sciences d'un article résumant ses interventions. Philippe Gilbert de l'université de Louvain répond à ses interrogations.
De gros cahiers, rassemblant 9 parties (tomes) et chacun composé de près de 100 à 200 pages offrent aux historiens des mathématiques les détails de la vie de François Viète et une traduction en français de ses œuvres. Quoique fine, l'écriture de Ritter demeure lisible. Malheureusement, ses manuscrits n'ont pas été édités. Des résumés en sont parus dans les revues scientifiques de l'époque, en particulier dans les recueils de l'association pour l'avancement des sciences, la revue du Positivisme et la revue italienne de mathématiques du comte Baldassare Boncompagni, lui-même ami de Michel Chasles.
Le  16 septembre 1891, une séance de l'Association française pour l'avancement des sciences
donne trois contributions faites par Ritter, dont l'une, demeurée célèbre, s'ouvre sur cet exposé :
« En 1847 François Arago s'adressait à mon ami Benjamin Fillon, l'éminent archéologue de Fontenay-le-Comte et lui demandait s'il possédait quelques documents sur François Viète ; il ajoutait : « Il est honteux qu'aucun savant ne se soit attaché jusqu'à ce moment à écrire la vie de Viète » L'intention de l'illustre secrétaire perpétuel de l'Académie des Sciences était sans doute de consacrer au grand géomètre du Poitou une de ses remarquables notices ; mais, à ce moment, les documents faisaient défaut et quelque temps après, Arago, mêlé aux événements politiques, ne songea plus à donner suite à son projet. Il n'est pas douteux, s'il avait vécu dans le temps présent où l'on est si prodigue de statues, que, honteux de ne voir dressée sur une des places de la capitale du monde civilisé l'image de l'inventeur de l'Algèbre moderne, de l'homme de génie qui a eu, sans contredit, l'influence la plus décisive sur les immenses progrès accomplis depuis trois siècles dans les sciences mathématiques et dans leurs applications, il aurait fait payer par la France ce tribut de reconnaissance envers un de ses plus illustres enfants. C'est pour libérer de cette dette la postérité oublieuse, que j'ai entrepris, il y a de longues années, d'écrire la vie, jusqu'à ce jour ignorée, du grand géomètre, alors que les hasards de ma carrière administrative m'avaient appelé pendant quelque temps dans sa ville natale et que je lisais chaque jour son nom inscrit sur une plaque en tôle au coin d'un quai désert ; c'était le seul hommage rendu par ses compatriotes inconscients, à un homme de génie dont la place est marquée entre Archimède, Descartes, Newton et autres grands inventeurs dans les sciences mathématiques. »
Frédéric Ritter meurt en 1893, peu après que cette association organise son congrès dans la ville de Pau, où il a élu résidence au 11, rue Latapie.

### Postérité
En 1896, Maurice d'Ocagne présente un opuscule de M. Frédéric Ritter sur la vie et les œuvres de Viète auprès de la SMF .
Après quoi, la SMF demande à l'unanimité que les œuvres de Frédéric Ritter relatives à François Viète soient publiées aux frais du gouvernement.
En 1902, sa veuve et ses deux fils, Henri et Maurice lèguent à l'Institut tous les documents sur lesquels avait travaillé Frédéric Ritter. Charles Ritter, son frère prononce à cette occasion un éloge à son frère par la bouche du secrétaire perpétuel de l'Académie des Sciences.
Son travail a été remarqué par Joseph Bertrand, Gaston Darboux et Paul Tannery (dans sa correspondance avec  Johan Ludvig Heiberg et  Hieronymus Georg Zeuthen) et il est cité depuis, dans la plupart des ouvrages qui évoquent la vie ou l'œuvre du mathématicien des Parthenay, notamment ceux de John Augustine Zahm, David Kahn, Paul Mansion, (1844-1919)  Joseph NeubergCarl Benjamin Boyer, Douglas McKie (1896–1967), Michael Sean Mahoney, Jean Dhombres, Jean Itard, Richard Witmer ou Marco Panza.

En 1991, Jacques Borowczyk, maître de conférences en mathématiques à l'université François-Rabelais de Tours, lui a consacré une conférence au congrès des sociétés savantes du centre-ouest. Il a précisé son apport à l'histoire des sciences en 1993, lors du 118e congrès des sociétés historiques et scientifiques.

## Œuvres
- Ritter Frédéric, Benjamin Fillon, Notice sur la vie et les ouvrages de François Viète, Nantes, impr. de C. Gailmard, 1849. (ASIN B001BTJDFW) disponible à Nantes, aux archives départementales de la Vendée, cote BIB B 2906-1.

- Frédéric Ritter, François Viète, Introduction à l'art analytique Par François Viète, 24 pages, publié à Rome, extrait du bulletin de Baldassare Boncompagni, 1868, 24 p. [lire en ligne (page consultée le 20 juin 2011)].
- Frédéric Ritter, François Viète, Première série de notes sur la logistique spécieuse (Notae Priores) 34 p. Ibid.

- Frédéric Ritter, D'un problème fameux chez les anciens et d'un avocat de Fontenay qui avait nom François Viète, causerie scientifique, 1869, Clouzot. 12 pages, republié dans « les Mémoires de la Société de statistique, sciences, lettres et arts du département des Deux-Sèvres, Niort » [lire en ligne (page consultée le 20 juin 2011)].

- Frédéric Ritter, Quelques inventions mathématiques de F. Viète, 1879, 6 pages. [lire en ligne (page consultée le 20 juin 2011)] dans le bulletin de l'association pour l'avancement des sciences (congrès de Montpellier-1879).

- Frédéric Ritter, Application faite par Viète de l'algèbre à la géométrie ; application de cette méthode au polygone à 9 côtés, dans les comptes rendus de l'Association française pour l'avancement des sciences. pages 248 et suivantes, Montpellier 1879, Paris 1880 [lire en ligne (page consultée le 30 juin 2011)].

- Frédéric Ritter, Sur la valeur du rapport de la circonférence au diamètre donnée par Viète, dans les comptes rendus de l'Association française pour l'avancement des sciences. pages 170 à 176 Montpellier 1879, Paris, 1880 [lire en ligne (page consultée le 30 juin 2011)].

- Frédéric Ritter, Sur quelques constructions graphiques de Viète relatives à la quadrature du cercle, dans les comptes rendus de l'Association française pour l'avancement des sciences. pages 283 et suivantes, Montpellier 1879, Paris, 1880 [lire en ligne (page consultée le 30 juin 2011)].

- Frédéric Ritter, À propos d'une lettre de Fermat sur le fameux problème d'Adrien Romain, résolu par F. Viète, Gauthier-Villars. 12 pages, 1880, publié dans  le « Bulletin des sciences mathématiques et astronomiques ». Disponible sur Nundam [lire en ligne (page consultée le 20 juin 2011)].

- Frédéric Ritter, La trigonométrie de François Viète, dans le bulletin de l'Association française pour l'avancement des sciences [extrait]. - (1892) p. 208-211. ouvrage disponible sous les numéros BIB 4167 ou BIB 6726  aux Archives départementales de la Vendée.

- Frédéric Ritter, François Viète d'après des documents nouveaux,  Revue des sciences pures et appliquées Tome 4, numéro 3, du 15 février 1893, p. 72-76 [lire en ligne (page consultée le 26/10/2023)]

- Frédéric Ritter, François Viète, inventeur de l'algèbre moderne, 1540-1603. Essai sur sa vie et son œuvre, 102 pages, publiées dans « la Revue occidentale philosophique, sociale et politique, organe du Positivisme. »  Seconde série, t. X, p. 234–274 et 354-415. Paris, 1895.[lire en ligne (page consultée le 20 juin 2011)].

Non publiés :
- Les Manuscrits de Frédéric Ritter, ingénieur en chef des Ponts-et-Chaussées, relatifs à François Viète en consultation à l'Institut sous la cote Ms 2004-2012. Une copie partielle est disponible à Nantes, aux archives départementales de la Vendée [lire en ligne (page consultée le 20 juin 2011)] : François Viète, inventeur de l'algèbre moderne : sa vie, son temps, son œuvre ; elle date de 1953 et a été dactylographiée par monsieur Emmanuel Viette de La Rivagerie d'après le manuscrit de la bibliothèque de l'Institut.

### Sources
- Ministère des travaux publics, Annales des ponts et chaussées listes du personnel, états de service publiés chez C. Dunod, pour les années 1846, 1852.
- Benjamin Fillon,  L'art de terre chez les Poitevins, suivi d'une étude sur l'ancienneté de la fabrication du verre en Poitou, p. 31. [lire en ligne (page consultée le 20 juin 2011)].
- Compte rendu de la 21e session, à Pau, du congrès de l'association pour l'avancement des sciences, 1892, [lire en ligne (page consultée le 20 juin 2011)].
- Bibliothèque des hautes études, Bulletin des sciences mathématiques de Gaston Darboux et Paul Tannery, 1896 [lire en ligne (page consultée le 20 juin 2011)].
- Comptes rendus de l'Académie des Sciences, tome 134 (1902), p. 218.
- Jean Grisard, François Viète, mathématicien de la fin du seizième siècle : essai bio-bibliographique. Thèse de doctorat de 3e cycle, École pratique des hautes études, Centre de recherche d'histoire des sciences et des techniques, Paris, 1968 ; disponible au Centre Koyré Jardin des Plantes : pavillon Chevreul 3e étage 57 rue Cuvier 75005.